# Brian Flores
Pour les articles homonymes, voir Flores.
Brian Flores, né le 24 février 1981 à Brooklyn dans l'État de New York, est un entraîneur de football américain.
Il est l'entraîneur principal de la franchise des Dolphins de Miami de National Football League (NFL) de 2019 à 2021. Il a officié entre 2004 et 2019 à divers postes d'entraîneurs chez les Patriots de la Nouvelle-Angleterre, avec lesquels il remporte quatre Super Bowls.

## Biographie

### Jeunesse
Brian Flores est né le 24 février 1981 de parents honduriens dans l'arrondissement de Brooklyn, de la ville de New York. Après avoir étudié à l'école de Poly Prep de Brooklyn, Brian intègre l'université Boston College et joue pour les Eagles de Boston College au sein du programme universitaire de football américain au poste de linebacker de 1999 à 2003. Il ne peut poursuivre une carrière professionnelle dans la National Football League (NFL) à la suite d'une blessure.

### Carrière d'entraîneur

#### Patriots de la Nouvelle Angleterre
En 2004, Flores rejoint les Patriots de la Nouvelle-Angleterre. Il occupe le poste d'assistant au recrutement et remporte avec la franchise le Super Bowl XXXIX. Il devient responsable du recrutement en 2006 avant de rejoindre l'encadrement professionnel comme entraîneur adjoint des équipes spéciales en 2008. En 2010, il cumule ce rôle avec celui d'assistant offensif. En 2011, il est désigné assistant défensif et en 2012, il est désigné entraîneur des safeties. Il devient entraîneur des linebackers avant le début de la saison 2016. En 2018, il appelle les jeux défensifs à la suite du départ du coordinateur défensif Matt Patricia. Il ne reçoit cependant pas le titre de coordinateur défensif des Patriots.

#### Dolphins de Miami
Le 4 février 2019, Flores est engagé comme entraîneur principal par les Dolphins de Miami, succédant à Adam Gase. Il devient le quatrième entraîneur principal latino-américain de l'histoire de la NFL après Ron Rivera, Tom Fears (en) et Tom Flores (en). Pour son premier match à la tête des Dolphins le 8 septembre 2019, il perd 10 à 59 contre les Ravens de Baltimore. Il perd à nouveau en deuxième semaine 0 à 43 contre son ancienne équipe des Patriots, son équipe affichant un déficit de 92 points après les deux premiers matchs de la saison. Le 3 novembre 2019, Flores enregistre sa première victoire, au compte de 26 à 18, à domicile contre les rivaux de division, les Jets de New York, qui snt entraînés par son prédécesseur Adam Gase. Il remporte une deuxième victoire la semaine suivante chez les Colts d'Indianapolis. Cette victoire est la première en déplacement pour les Dolphins depuis celle obtenue lors de la deuxième semaine de la saison 2018. Il termine sa première saison à la tête des Dolphins avec une victoire en déplacement 27 à 24 contre son ancienne équipe des Patriots, leur première victoire en déplacement contre cette équipe depuis la saison 2008. Le bilan de sa première saison chez les Dolphins est de 5 victoires pour 11 défaites.
Il est renvoyé par les Dolphins le 10 janvier 2022, après trois saisons avec l'équipe.

## Statistiques
| V      | D                 | N  | %  | Bilan | V    | D                | % | Résultat |   |   |
| 2019   | Dolphins de Miami | 5  | 11 | 0     | 31,3 | 4e de l'AFC East | - | -        | - | - |
| 2020   | Dolphins de Miami | 10 | 6  | 0     | 62,5 | 2e de l'AFC East | - | -        | - | - |
| 2021   | Dolphins de Miami | 9  | 8  | 0     | 52,9 | 3e de l'AFC Est  | - | -        | - | - |
| Totaux | Totaux            | 24 | 25 | 0     | 49   |                  | - | -        | - | - |